# Stora Korskåltjärnen
Stora Korskåltjärnen är en sjö i Ragunda kommun i Jämtland och ingår i Ångermanälvens huvudavrinningsområde. Sjön har en area på 0,107 kvadratkilometer och ligger 314,2 meter över havet. Sjön avvattnas av vattendraget Jämtån.

## Delavrinningsområde
Stora Korskåltjärnen ingår i det delavrinningsområde (698690-155292) som SMHI kallar för Utloppet av Ödingen. Medelhöjden är 349 meter över havet och ytan är 31,07 kvadratkilometer. Det finns inga avrinningsområden uppströms utan avrinningsområdet är högsta punkten. Jämtån som avvattnar avrinningsområdet har biflödesordning 4, vilket innebär att vattnet flödar genom totalt 4 vattendrag innan det når havet efter 96 kilometer. Avrinningsområdet består mestadels av skog (76 procent). Avrinningsområdet har 2,13 kvadratkilometer vattenytor vilket ger det en sjöprocent på 6,8 procent.